# Strzępkobłonka włóknista

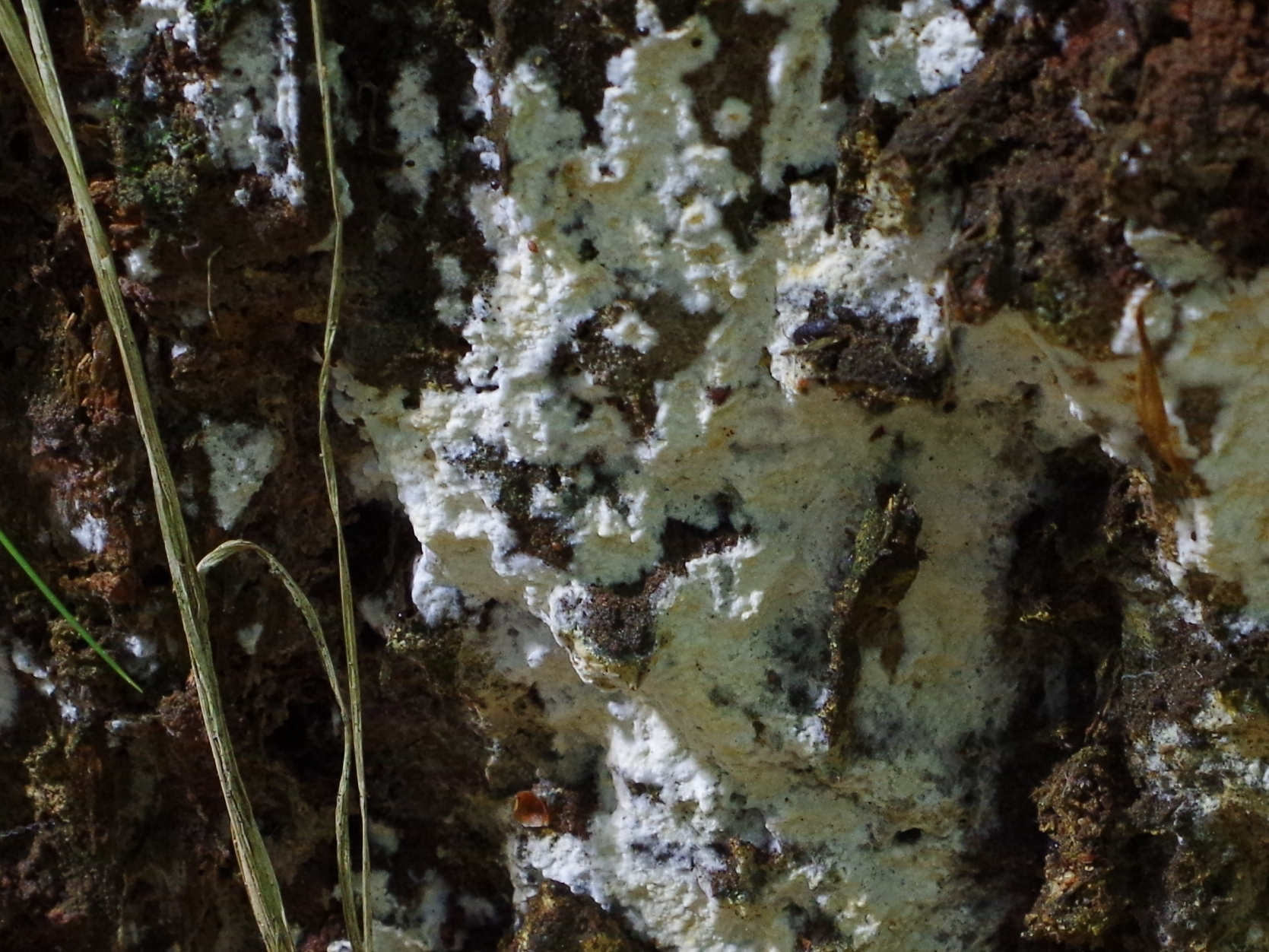

Strzępkobłonka włóknista (Amphinema byssoides (Pers.) J. Erikss.) – gatunek grzybów z rodziny błonkowatych (Atheliaceae).

## Systematyka i nazewnictwo
Pozycja w klasyfikacji według Index Fungorum: Amphinema, Atheliaceae, Atheliales, Agaricomycetidae, Agaricomycetes, Agaricomycotina, Basidiomycota, Fungi.
Po raz pierwszy takson ten zdiagnozował w 1801 r. Christiaan Hendrik Persoon nadając mu nazwę Thelephora byssoides. Obecną, uznaną przez Index Fungorum nazwę nadał mu w 1958 r. John Eriksson, przenosząc go do rodzaju Amphinema.
Synonimów nazwy naukowej ma około 30. Niektóre z nich:

- Amphinema byssoides var. macrospora Dhingra & Avneet P. Singh 2014
- Amphinema sordescens (P. Karst.) P. Karst. 1893
- Amphinema tomentellum (Bres.) M.P. Christ. 1959
- Athelia lanuginosa Pers. 1822
- Corticium byssoides (Pers.) Fr. 1874
- Peniophora byssoides (Pers.) Höhn. & Litsch. 1906
- Peniophora byssoides subsp. tomentella (Bres.) Bourdot & Galzin 1913
- Peniophora sordescens (P. Karst.) Sacc. 1891
- Peniophora tomentella (Bres.) Bres. 1913

Nazwę polską zaproponował Władysław Wojewoda w 2003 r.

## Morfologia
Owocnik
Rozpostarty, dość słabo związany z podłożem, od którego czasami daje się oddzielić. Powierzchnia jest bardzo delikatnie aksamitna, ma barwę białą, kremową, żółtawą lub jasnoochrową. Przez silną lupę można na niej dostrzec wystające włoskowate cystydy, gołym okiem natomiast widoczne są kraterowate wgłębienia. Obrzeże owocników jest zazwyczaj włókniste, czasami z ryzomorfami.
Cechy mikroskopowe
System strzępkowy monomityczny. Strzępki cienkościenne, o szerokości 3–4,5 μm, z przegrodami. Na wszystkich przegrodach strzępek występują sprzążki. Cystydy liczne, z przegrodami, o końcach drobno inkrustowanych (czasami inkrustowane są na całej powierzchni). Mają średnią grubość ścianek i rozmiar 4,5 × 120 μm. Wystają na 30–40 μm powyżej podstawek. Podstawki grubościenne, o rozmiarach 4,5–5 × 20–25 μm, z 4 sterygmami. Bazydiospory krótko-cylindryczne, o rozmiarach 2,5–3,5 × 4,5–5 μm, nieamyloidalne.

## Występowanie i siedlisko
Jest szeroko rozprzestrzeniony w Ameryce Północnej i Europie, występuje także w Ameryce Środkowej, Azji i Australii. W Europie jest szeroko rozprzestrzeniony i dość częsty, w Polsce jest pospolity.
Występuje głównie w lasach iglastych, rzadziej w liściastych. Rozwija się na martwym drzewie; na kłodach i pniakach, opadłych gałęziach, głównie jodłowych, świerkowych i sosnowych. Wyjątkowo obserwowano także na paproci wietlicy alpejskiej (Athyrium distentifolium) oraz na mchach z rodzaju rokiet (Hypnum). Saprotrof wywołujący białą zgniliznę drzew iglastych i liściastych. Jego grzybnia rozwija się nie tylko na drewnie, ale czasami również na różnych próchniejących resztkach na ziemi, takich, jak igły, liście, gałązki, kora. Owocniki wytwarza jednak tylko na drewnie.